# 866 Фатме
866 Фатме (866 Fatme) — астероїд головного поясу, відкритий 25 лютого 1917 року.
Тіссеранів параметр щодо Юпітера — 3,195.